# Rendez-vous avec Gorbatchev
Pour plus de détails, voir Fiche technique et Distribution.
Rendez-vous avec Gorbatchev est un film documentaire de Werner Herzog sorti en 2018. 

## Synopsis
Le cinéaste Werner Herzog s'entretient avec Mikhaïl Gorbatchev. Le documentaire est articulé autour de trois interviews de l'homme politique,. Les sujets évoqués sont d'ordre politique mais ils font place également à quelques éléments de la vie privée du dirigeant soviétique, notamment l'évocation de son épouse Raïssa. Le film présente également des images d'archives de la vie de l'ex-dirigeant politique et des entretiens avec d'autres personnalités politiques l'ayant connu : Lech Walesa, l'ancien secrétaire d'État américain George Shultz, etc. Le film s'achève par le poème « Je sors seul sur la route » du poète russe Mikhail Lermontov, lu par l'interviewé.

## Réception critique
Selon l'historienne Anaïs Kien, Herzog « nourrit une immense gratitude envers le dernier président de l'Union soviétique » et « c'est d'ailleurs un regard occidental sur ses actions qui nous est proposé ». Il « ne cherche à aucun moment à faire un portrait critique de Mikhaïl Gorbtchev ». « C'est la dimension tragique du personnage de Gorbatchev qui intéresse Werner Herzog ».

## Fiche technique
- Titre original : Meeting Gorbachev
- Titre français : Rendez-vous avec Mikhaïl Gorbatchev
- Réalisation : Werner Herzog et André Singer
- Scénario :
- Direction artistique :
- Photographie : Richard Blanshard, Yuri Barak
- Son :
- Montage :
- Musique : Nicolas Singer
- Production : Svetlana Palmer, Lucki Stipetic
- Société(s) de production :
- Société(s) de distribution : A&E Networks
- Budget :
- Pays d’origine :  Royaume-Uni/ États-Unis/ Allemagne
- Langue : Anglais, Russe, Allemand, Polonais
- Format :
- Genre : Film documentaire
- Durée : 90 minutes
- Dates de sortie : 
  - États-Unis : 1er septembre 2018 (Festival du film de Telluride) ; 3 mai 2019 (sortie nationale)